# Оригамі (гурт)
Оригамі — російський альтернативний рок-гурт, одні з перших виконавців емокору в Росії.

## Історія гурту
Група Оригамі створена в кінці 2001 року.
До першого концерту, який мав місце 6 квітня 2002 рік а (саме тоді було вирішено дати назву групі — Оригамі), склад являв собою наступне:
- Максим Каменщиков «Max» (вокал)
- Олексій Пирогов «Alex» (ударні)
- Андрій Шарапов «Shu» (гітара)
- Савенков Микола «Sochi» (бас)
- Сергій Макаров «Pazzo» (семплінг)

Незабаром після цього «Pazzo» залишає групу, і його місце займає Тимур Гришков «TiM».
Саме в цьому складі група (літо 2003 р. — весна 2004 р.) записує перший демо-альбом під назвою «Демо №0». Альбом поширюється власними силами на концертах та фестивалях, в яких хлопці брали участь, а також на сторінках глобальної мережі.
Влітку того ж 2004 року Оригамі сідають в студію для запису дебютного альбому, який вийде в жовтні 2005 р. під назвою «Когда ложь стала правдой». До альбому увійшли 14 композицій + прихований бонус-трек. Альбом був випущений на незалежному лейблі «MDU». В ході запису дещо змінюється склад групи: йде Тимур Гришков «TiM» і його місце займає Дмитро Альтфельд «Fildy», також з метою доповнити звучання, запрошується другий гітарист Олег Орлов.
В підтримку дебютного альбому дається ряд концертів у різних містах Росії і ближнього зарубіжжя, підігріваючи інтерес до колективу. В ході великого числа концертів було знято багато live-відео, з якого басист гурту Микола Савенков «Sochi» монтує два відеокліпи, які повною мірою відображали всю енергетику та шалену подачу колективу на концертах. Відео були зроблені на композиції «Адреналиновый вкус та Слишком глуп(а), слишком мал(а)» — обидва кліпи потрапили в ротацію телеканалів A-One, OTV та ін.
У серпні 2006 року група сідає в студію для запису другого альбому. У вересні 2006 року група презентує кліп на сингл «Без лишних слов» з майбутнього альбому. Роботу над кліпом вів басист гурту Микола Савенков (Sochi) (режисер натурних зйомок, автор сценарію, підбір локацій і акторів) і Іван Єгоров (режисер, відео оператор) клипмейкер компанії Have Fun Visuals. У жовтні в Санкт-Петербурзі та Москві проходять презентації другого диску. Платівка отримала назву «И ангелы ошибаются» і була випущена на лейблі «Кап-Кан». До неї увійшли 13 композицій, а також кліп «Без лишних слов». DVD «Своими глазами» виходить 20 січня 2007 року.
Навесні 2011 року, група оновлює склад і випускає сингл "Здесь Останусь Только Я " після чого відправляється в міні-тур по містах Росії.
У 2012 році вирішила зробити перерву у своїй музичній діяльності.

## Склад
- Артем Касаєв (вокал, гітара)
- Андрій Шарапов «Shu» (гітара, бек-вокал)
- Савенков Микола «Sochi» (бас)
- Костянтин Плехов — гітара
- Максим Куликов — (скретч, семплування, клавішні, вокал)
- Ігор Цвицкович — (ударні, семплінг)

### Колишні учасники
- Максим Каменщиков — вокал, тексти;
- Тимур Гришков — семплування;
- Олег Орлов — гітара;
- Дмитро Альтфельд «Філді» — семплування, клавішні, бек-вокал.
- Денис Шафоростов — гітара, вокал
- Олексій Пирогів «Alex» (ударні, семплінг)

## Дискографія
| Дата | Назва                            |
| 2005 | Когда ложь стала правдой         |
| 2006 | И ангелы ошибаются               |
| 2007 | Unplugged                        |
| 2007 | Нить (EP)                        |
| 2008 | Синдром Кассандры                |
| 2009 | Никто другой (EP)                |
| 2011 | Здесь Останусь Только Я (single) |

## Нагороди
- Премія «Punkgazetka Awards 2006» в номінації «Емо-гурт року»[1].
- Найкраща клубна група 2008 за версією журналу «Петербурзький музикант».